# Persone di nome Vasilij
| Questa pagina contiene informazioni ricavate automaticamente dalle voci biografiche con l'ausilio del template Bio e di un bot. L'aggiornamento è periodico e automatico e ricostruisce completamente la pagina. Se manca una persona in questa lista, sei pregato di non aggiungerla, ma accertati piuttosto che la sua voce biografica contenga il template Bio e che i dati anagrafici siano correttamente compilati. Se il template Bio manca, inseriscilo tu stesso o, in alternativa, metti l'avviso {{tmp\|Bio}} che ne segnala la mancanza. Se i dati riportati sono sbagliati, correggi direttamente la voce biografica; le modifiche saranno visibili in questa lista entro pochi giorni. Per chiarimenti vedi il progetto antroponimi. La lista contiene solo le 168 persone che sono citate nell'enciclopedia e per le quali è stato implementato correttamente il template Bio. Pagina aggiornata al 16 ott 2024. |

Questa è una lista di persone presenti nell'enciclopedia che hanno il prenome Vasilij, suddivise per attività principale.

## Allenatori di calcio(3)
- Vasilij Berezuckij, allenatore di calcio e ex calciatore russo (Mosca, n. 1982)
- Vasilij Kul'kov, allenatore di calcio e calciatore russo (Mosca, n. 1966 - Mosca, † 2020)
- Vasilij Sokolov, allenatore di calcio e calciatore sovietico (Jarcevo, n. 1912 - Mosca, † 1981)

## Ammiragli(2)
- Vasilij Jakovlevič Čičagov, ammiraglio e esploratore russo (n. 1726 - † 1809)
- Vasilij Alekseevič Urusov, ammiraglio russo (Samara, † 1741)

## Architetti(2)
- Vasilij Ivanovič Baženov, architetto russo (Dresda, † 1799)
- Vasilij Petrovič Stasov, architetto russo (Mosca, n. 1769 - Mosca, † 1848)

## Artisti marziali(1)
- Vasilij Oščepkov, artista marziale russo (Sakhalin, n. 1893 - † 1938)

## Assassini seriali(1)
- Vasilij Ivanovič Komarov, serial killer russo (Vicebsk, n. 1871 - Mosca, † 1923)

## Astisti(1)
- Vasilij Bubka, ex astista ucraino (Luhans'k, n. 1960)

## Astrofisici(1)
- Vasilij Grigor'evič Fesenkov, astrofisico sovietico (Novočerkassk, n. 1889 - Mosca, † 1972)

## Astronomi(2)
- Vasilij Pavlovič Engelhardt, astronomo russo (Voblasc' di Hrodna, n. 1828 - Dresda, † 1915)
- Vasilij Rumjancev, astronomo russo (Jurga)

## Attori(5)
- Vasilij Semënovič Lanovoj, attore sovietico (Mosca, n. 1934 - Mosca, † 2021)
- Vasilij Borisovič Livanov, attore, regista e sceneggiatore sovietico (Mosca, n. 1935)
- Vasilij Stepanov, attore russo
- Vasilij Vanin, attore sovietico (Tambov, n. 1898 - Mosca, † 1951)
- Vasilij Makarovič Šukšin, attore, regista e scrittore sovietico (Srostki, n. 1929 - Kletskaja, † 1974)

## Bobbisti(1)
- Vasilij Kondratenko, bobbista e ex velocista russo (n. 1989)

## Calciatori(8)
- Vasilij Butusov, calciatore russo (San Pietroburgo, n. 1892 - Leningrado, † 1971)
- Vasilij Buzunov, calciatore e hockeista su ghiaccio sovietico (Krasnojarsk, n. 1928 - Romanovka, † 2008)
- Vasilij Danilov, ex calciatore sovietico (Voronež, n. 1941)
- Vasilij Pavlov, ex calciatore russo (Samara, n. 1990)
- Vasilij Smirnov, calciatore sovietico (Serpuchov, n. 1908 - Serpuchov, † 1987)
- Vasilij Trofimov, calciatore sovietico (Kostino, n. 1919 - Mosca, † 1999)
- Vasilij Žitarev, calciatore russo (Mosca, n. 1891 - Mosca, † 1961)
- Vasilij Župikov, calciatore e allenatore di calcio sovietico (Astrachan', n. 1954 - Podol'sk, † 2015)

## Canottieri(1)
- Vasilij Jakuša, canottiere sovietico (Zazim'ya, n. 1958 - Minsk, † 2020)

## Cestisti(3)
- Vasilij Karasëv, ex cestista e allenatore di pallacanestro russo (Leningrado, n. 1971)
- Vasilij Kolpakov, cestista sovietico (n. 1919 - † 1983)
- Vasilij Zavoruev, ex cestista russo (Mosca, n. 1987)

## Combinatisti nordici(1)
- Vasilij Savin, ex combinatista nordico sovietico (Murmansk, n. 1967)

## Compositori(2)
- Vasilij Ivanovič Agapkin, compositore e direttore d'orchestra sovietico (Governatorato di Rjazan', n. 1884 - Mosca, † 1964)
- Vasilij Sergeevič Kalinnikov, compositore russo (Vojny, n. 1866 - Jalta, † 1901)

## Compositori di scacchi(1)
- Vasilij Nikolaevič Platov, compositore di scacchi lettone (Riga, n. 1881 - Mosca, † 1952)

## Cosmonauti(2)
- Vasilij Vasil'evič Cibliev, cosmonauta russo (Orechovka, n. 1954)
- Vasilij Grigor'evič Lazarev, cosmonauta sovietico (Porošino, n. 1928 - Mosca, † 1990)

## Danzatori(2)
- Vasilij Tichomirov, ballerino e coreografo russo (Mosca, n. 1876 - Mosca, † 1956)
- Vasilij Vajnonen, ballerino, librettista e coreografo sovietico (San Pietroburgo, n. 1901 - Mosca, † 1964)

## Diplomatici(1)
- Vasilij Nebenzja, diplomatico e ambasciatore russo (Volgograd, n. 1962)

## Direttori d'orchestra(2)
- Vasilij Ėduardovič Petrenko, direttore d'orchestra russo (Leningrado, n. 1976)
- Vasilij Serafimovič Sinajskij, direttore d'orchestra e pianista russo (Abez', n. 1947)

## Dirigenti sportivi(1)
- Vassili Davidenko, dirigente sportivo e ex ciclista su strada russo (Tbilisi, n. 1970)

## Disc jockey(1)
- Psykovsky, disc jockey e produttore discografico russo (Mosca)

## Drammaturghi(1)
- Vasilij Sigarev, drammaturgo e regista russo (Verchnjaja Salda, n. 1977)

## Esploratori(3)
- Vasilij Vasil'evič Junker, esploratore russo (Mosca, n. 1840 - San Pietroburgo, † 1892)
- Vasilij Danilovič Pojarkov, esploratore russo († 1668)
- Vasilij Vasil'evič Prončiščev, esploratore russo (n. 1702 - † 1736)

## Filosofi(1)
- Vasilij Petrovič Preobraženskij, filosofo e critico letterario russo (n. 1864 - Mosca, † 1900)

## Fisici(1)
- Vasilij Vladimirovič Petrov, fisico russo (Obojan', n. 1761 - San Pietroburgo, † 1834)

## Fondisti(2)
- Vasilij Ročev, ex fondista russo (Syktyvkar, n. 1980)
- Vasilij Ročev, ex fondista sovietico (n. 1951)

## Generali(20)
- Vasilij Michajlovič Badanov, generale sovietico (Novomalyklinskij rajon, n. 1895 - Mosca, † 1971)
- Vasilij Konstantinovič Bljucher, generale e politico sovietico (Barščinka, n. 1889 - Mosca, † 1938)
- Vasilij Ivanovič Čujkov, generale e politico sovietico (Serebrjanye Prudy, n. 1900 - Mosca, † 1982)
- Vasilij Vladimirovič Dolgorukov, generale russo (n. 1667 - † 1746)
- Vasilij Andreevič Dolgorukov, generale russo (Mosca, n. 1804 - San Pietroburgo, † 1868)
- Vasilij Michajlovič Dolgorukov, generale russo (n. 1722 - † 1782)
- Vasilij Iosifovič Džugašvili, generale sovietico (Mosca, n. 1921 - Kazan', † 1962)
- Vasilij Egorovič Flug, generale russo (San Pietroburgo, n. 1860 - San Francisco, † 1955)
- Vasilij Nikolaevič Gordov, generale sovietico (Matveevka, n. 1896 - Mosca, † 1950)
- Vasilij Iosifovič Gurko, generale e nobile russo (Carskoe Selo, n. 1864 - Roma, † 1937)
- Vasilij Alekseevič Kar, generale russo (n. 1730 - Mosca, † 1806)
- Vasilij Ivanovič Kuznecov, generale sovietico (Ust-Usolka, n. 1894 - Mosca, † 1964)
- Vasilij Vasil'evič Levašov, generale e politico russo (n. 1783 - San Pietroburgo, † 1848)
- Vasilij Morozov, generale sovietico (Pozdnjakowo, n. 1897 - Mosca, † 1964)
- Vasilij Petrovič Obolenskij, generale russo (n. 1780 - † 1834)
- Vasilij Vasil'evič Orlov-Denisov, generale russo (Pjatiizbjanskaja, n. 1775 - Charkiv, † 1843)
- Vasilij Ivanovič Petrov, generale e politico russo (Černolesskoe, n. 1917 - Mosca, † 2014)
- Vasilij Stepanovič Popov, generale russo (Governatorato di Kazan', n. 1743 - San Pietroburgo, † 1822)
- Vasilij Danilovič Sokolovskij, generale e politico sovietico (Kozliki, n. 1897 - Mosca, † 1968)
- Vasilij Timofeevič Vol'skij, generale sovietico (Mosca, n. 1897 - Mosca, † 1946)

## Geografi(2)
- Vasilij Vasil'evič Dokučaev, geografo russo (Miljukovo, n. 1846 - San Pietroburgo, † 1903)
- Vasilij Nikitič Tatiščev, geografo e storico russo (Pskov, n. 1686 - Boldino, † 1750)

## Giornalisti(1)
- Vasilij Semënovič Grossman, giornalista e scrittore sovietico (Berdičev, n. 1905 - Mosca, † 1964)

## Giuristi(1)
- Vasilij Ulrich, giurista sovietico (Riga, n. 1889 - Mosca, † 1951)

## Hockeisti su ghiaccio(1)
- Vasilij Košečkin, hockeista su ghiaccio russo (Togliatti, n. 1983)

## Ingegneri(3)
- Vasilij Gavrilovič Grabin, ingegnere militare sovietico (n. 1900 - † 1980)
- Vasilij Vasil'evic Nikitin, ingegnere russo (n. 1901 - † 1955)
- Vasilij Evgrafovič Samarskij-Bychovec, ingegnere russo (n. 1803 - † 1870)

## Linguisti(1)
- Vasilij Ivanovič Abaev, linguista sovietico (Kobi, n. 1900 - Mosca, † 2001)

## Lottatori(1)
- Vasilij Zeiher, lottatore tedesco (Căinari, n. 1971)

## Marciatori(1)
- Vasilij Mizinov, marciatore russo (n. 1997)

## Martellisti(3)
- Vasilij Chmelevskij, martellista sovietico (Hrodna, n. 1948 - † 2002)
- Vasilij Rudenkov, martellista sovietico (Žlobin, n. 1931 - † 1982)
- Vasilij Sidorenko, ex martellista russo (Volgograd, n. 1961)

## Matematici(1)
- Vasilij Pavlovič Mišin, matematico e ingegnere sovietico (Byvalino, n. 1917 - Mosca, † 2001)

## Militari(8)
- Vasilij Vasil'evič Dolgorukov, ufficiale russo (n. 1752 - San Pietroburgo, † 1812)
- Vasilij Aleksandrovič Dolgorukov, militare e principe russo (Karlsruhe, n. 1868 - Ekaterinburg, † 1918)
- Vasilij Ivanovič Ignatenko, militare e vigile del fuoco sovietico (Spjaryžža, n. 1961 - Mosca, † 1986)
- Vasilij Ivanovič Ladomirskij, ufficiale e politico russo (San Pietroburgo, n. 1786 - † 1847)
- Vasilij Nikitič Mitrochin, militare e agente segreto sovietico (Jurasovo, n. 1922 - Londra, † 2004)
- Vasilij Alekseevič Perovskij, militare russo (Počep, n. 1795 - Alupka, † 1857)
- Vasilij Grigor'evič Zajcev, militare sovietico (Eleninskoe, n. 1915 - Kiev, † 1991)
- Vasilij Stepanovič Zavojko, militare russo (n. 1809 - † 1898)

## Mineralogisti(1)
- Vasilij Vasil'evic Nikitin, mineralogista russo (San Pietroburgo, n. 1867 - Lubiana, † 1942)

## Miniatori(1)
- Vasilij Ivanovič Zuev, miniaturista e pittore russo (Stavropol sul Volga, n. 1870 - Stavropol sul Volga)

## Multiplisti(1)
- Vasilij Kuznecov, multiplista sovietico (Rjazan', n. 1932 - Mosca, † 2001)

## Navigatori(3)
- Vasilij Aleksandrovič Archipov, marinaio e militare sovietico (Zvorkovo, n. 1926 - Železnodorožnyj, † 1998)
- Vasilij Matveevič Babkin, navigatore e cartografo russo (San Pietroburgo, n. 1813 - Voronež, † 1876)
- Vasilij Michajlovič Golovnin, navigatore e esploratore russo (Gulynki, n. 1776 - San Pietroburgo, † 1831)

## Nobili(1)
- Vasilij Aleksandrovič Paškov, nobile e politico russo (n. 1764 - † 1838)

## Nuotatori(1)
- Vasilij Ivanov, ex nuotatore sovietico (Samara, n. 1972)

## Pallanuotisti(1)
- Vasilij Fedotov, pallanuotista russo (n. 1994)

## Pianisti(1)
- Vasilij Il'ič Safonov, pianista, compositore e direttore d'orchestra russo (Iščërskaja, n. 1852 - Kislovodsk, † 1918)

## Pittori(10)
- Vasilij Ivanovič Denisov, pittore polacco (Zamość, n. 1862 - Sergiev Posad, † 1922)
- Vasilij Vasil'evič Kandinskij, pittore russo (Mosca, n. 1866 - Neuilly-sur-Seine, † 1944)
- Vasilij Maksimovič Maksimov, pittore russo (Lopina, n. 1844 - † 1911)
- Vasilij Grigor'evič Perov, pittore russo (Tobol'sk, n. 1834 - Mosca, † 1882)
- Vasilij Dmitrievič Polenov, pittore russo (San Pietroburgo, n. 1844 - Tula, † 1927)
- Vasilij Pukirev, pittore russo (Governatorato di Tula, n. 1832 - Mosca, † 1890)
- Vasilij Sergeevič Smirnov, pittore russo (Mosca, n. 1858 - Mosca, † 1890)
- Vasilij Ivanovič Surikov, pittore russo (Krasnojarsk, n. 1848 - Mosca, † 1916)
- Vasilij Andreevič Tropinin, pittore russo (Korpovo, n. 1776 - Mosca, † 1857)
- Vasilij Vasil'evič Vereščagin, pittore russo (Čerepovec, n. 1842 - Port Arthur, † 1904)

## Poeti(5)
- Vasilij Stepanovič Alendeev, poeta, drammaturgo e romanziere sovietico (Kudesnery, n. 1919 - Čeboksary, † 1989)
- Vasilij Stepanovič Kuročkin, poeta, giornalista e traduttore russo (San Pietroburgo, n. 1831 - San Pietroburgo, † 1875)
- Vasilij Ivanovič Lebedev-Kumač, poeta, paroliere e politico sovietico (Mosca, n. 1898 - Mosca, † 1949)
- Vasilij Kirillovič Tredjakovskij, poeta e traduttore russo (Astrachan', n. 1703 - San Pietroburgo, † 1768)
- Vasilij Andreevič Žukovskij, poeta e traduttore russo (Mišenskoe, n. 1783 - Baden-Baden, † 1852)

## Politici(7)
- Vasilij Michajlovič Andrianov, politico sovietico (Pesočnja, n. 1902 - Mosca, † 1978)
- Vasilij Akimovič Charlamov, politico russo (n. 1875 - Buenos Aires, † 1957)
- Vasilij Lukič Dolgorukov, politico, diplomatico e nobile russo (n. 1672 - Novgorod, † 1739)
- Vasilij Vasil'evič Kuznecov, politico sovietico (Sofilovka, n. 1901 - Mosca, † 1990)
- Vasilij Pavlovič Mžavanadze, politico sovietico (Kutaisi, n. 1902 - † 1988)
- Vasilij Vasil'evič Novickij, politico russo (Skosarevka, n. 1863 - Sinferopoli, † 1911)
- Vasilij Vasil'evič Vachrušev, politico sovietico (Tula, n. 1902 - Mosca, † 1947)

## Principi(5)
- Vasilij I Jaroslavič, principe (Vladimir, n. 1241 - Kostroma, † 1276)
- Basilio I di Russia, principe russo (Mosca, n. 1371 - Mosca, † 1425)
- Basilio II di Russia, principe russo (Mosca, n. 1415 - Mosca, † 1462)
- Basilio III di Russia, principe russo (Mosca, n. 1479 - Mosca, † 1533)
- Vasilij Jur'evič Kosoj, principe russo (n. 1421 - Mosca, † 1448)

## Pugili(2)
- Vasilij Egorov, pugile russo (n. 1992)
- Vasilij Solomin, pugile sovietico (Perm', n. 1953 - † 1997)

## Rapper(1)
- Basta, rapper e produttore discografico russo (Rostov sul Don, n. 1980)

## Registi(6)
- Vasilij Fёdorovič Fёdorov, regista cinematografico sovietico (n. 1891 - † 1971)
- Vasilij Michajlovič Gončarov, regista e sceneggiatore russo (Voronež, n. 1861 - Mosca, † 1915)
- Vasilij Sergeevič Ordynskij, regista cinematografico sovietico (Kostroma, n. 1923 - Mosca, † 1985)
- Vasilij Markelovič Pronin, regista cinematografico sovietico (Kobelevo, Impero Russo, n. 1905 - † 1966)
- Vasilij Čiginskij, regista russo (Leningrado, n. 1969)
- Vasilij Nikolaevič Žuravlёv, regista cinematografico sovietico (Rjazan', n. 1904 - Mosca, † 1987)

## Rivoluzionari(1)
- Vasilij Nikolaevič Kajurov, rivoluzionario russo (Teren'ga, n. 1876 - Alma Ata, † 1936)

## Rugbisti a 15(1)
- Vasilij Artem'ev, rugbista a 15 russo (Mosca, n. 1987)

## Scacchisti(2)
- Vasilij Nikolajevič Panov, scacchista e giornalista sovietico (Kozel'sk, n. 1906 - Mosca, † 1973)
- Vasilij Vasil'evič Smyslov, scacchista russo (Mosca, n. 1921 - Mosca, † 2010)

## Sciatori alpini(1)
- Vasilij Bezsmel'nicyn, ex sciatore alpino russo (Kozyrevsk, n. 1975)

## Scrittori(7)
- Vasilij Pavlovič Aksënov, scrittore russo (Kazan', n. 1932 - Mosca, † 2009)
- Vasilij Ivanovič Belov, scrittore e politico sovietico (Timonicha, n. 1932 - Vologda, † 2012)
- Vasilij Jakovlevič Erošenko, scrittore, anarchico e esperantista russo (Obuchovka, n. 1890 - † 1952)
- Vasilij Trofimovič Narežnyj, scrittore e drammaturgo russo (Ustivic, n. 1780 - San Pietroburgo, † 1825)
- Vasilij Ivanovič Nemirovič-Dančenko, scrittore, poeta e giornalista russo (Tbilisi, n. 1848 - Praga, † 1936)
- Vasilij Vasil'evič Rozanov, scrittore e filosofo russo (Vetluga, n. 1856 - Sergiev Posad, † 1919)
- Vasilij Nikolaevič Zinov'ev, scrittore e nobile russo (Mosca, n. 1755 - Kopor'e, † 1827)

## Scultori(1)
- Vasilij Ivanovič Demut-Malinovskij, scultore russo (n. 1779 - † 1846)

## Sociologi(1)
- Vasilij Vasil'evič Bervi-Flerovskij, sociologo, scrittore e rivoluzionario russo (Rjazan', n. 1829 - Donec'k, † 1918)

## Sollevatori(2)
- Vasilij Alekseev, sollevatore sovietico (Pokrovo-Šiškino, n. 1942 - Monaco di Baviera, † 2011)
- Vasilij Stepanov, sollevatore sovietico (Leningrado, n. 1927 - Riga, † 2011)

## Statistici(1)
- Vasilij Sergeevič Nemčinov, statistico russo (Grabovo, n. 1894 - Mosca, † 1964)

## Storici(2)
- Vasilij Osipovič Ključevskij, storico russo (Voskresenovka, n. 1841 - Mosca, † 1911)
- Vasilij Vasil'evič Radlov, storico russo (n. 1837 - Berlino, † 1918)

## Tenori(1)
- Vasilij Škafer, tenore e regista teatrale russo (Mosca, n. 1867 - Leningrado, † 1937)

## Tiratori a segno(1)
- Vasilij Borisov, tiratore a segno sovietico (Majaky, n. 1922 - Mosca, † 2003)

## Tiratori a volo(1)
- Vasilij Mosin, tiratore a volo russo (Kazan', n. 1972)

## Velisti(1)
- Vasilij Žbogar, velista sloveno (Capodistria, n. 1975)

## Violinisti(1)
- Vasilij Bezekirskij, violinista e docente russo (Mosca, n. 1835 - Mosca, † 1919)

## Zoologi(1)
- Vasilij Adol'fovič Lindholm, zoologo russo (n. 1874 - † 1935)

## Senza attività specificata(2)
- Wilhelm Barthold, turcologo e storico russo (San Pietroburgo, n. 1869 - Leningrado, † 1930)
- Vasilij Aleksandrovič Romanov,  russo (Reggia di Gatčina, n. 1907 - California, † 1989)